# موتور در محمد جمشیدزهی
موتور در محمد جمشیدزهی یک منطقهٔ مسکونی در ایران است که در دهستان حومه (ایرانشهر) واقع شده‌است. موتور در محمد جمشیدزهی ۳۷ نفر جمعیت دارد.